# Андре Кальмет
Андре Кальметт, фр. André Calmettes (* 18 квітня 1861, Париж - †13 березня 1942) — французький кінорежисер, актор.

## Біографія
Протягом двадцяти років працював в театрі. Був режисером театру Комеді Франсез. 1908 року став художнім директором та режисером кіностудії Фільм д'ар.
Протягом трьох років в його фільмах знялися: Сара Бернар, Режан, Муне-Сюллі.
1913 року він знову перейшов до театру й з'являвся на екрані лише як актор («Малюк», Андре Юґон).

## Фільмографія
- 1908 — Вбивство герцога Ґіза / Assassinat du duc de Guise, L'
- 1908 — / Un duel sous Richelieu
- 1908 — Британнік / Britannicus
- 1908 — / Oedipe roi
- 1909 — / Le Baiser de Judas
- 1909 — / Le Légataire universel
- 1909 — / Héliogabale
- 1909 — / Le Retour d'Ulysse
- 1909 — / Le Roi de Rome
- 1909 — Ріґолетто / Rigoletto
- 1909 — / Le Légende de la Sainte-Chapelle
- 1909 — / Le Grande bretèche
- 1909 — / L'Épi'
- 1909 — Макбет / Macbeth (акт. Муне-Сюллі)
- 1910 — Шалик / (акт. Анрі Пукталь)
- 1910 — La Mésaventure du capitaine Clavaroche
- 1910 — Перші християни Au temps des premiers chrétiens
- 1910 — Скупий / L'Avare,
- 1910 — Дон Карлос / Don Carlos
- 1910 — Le Forgeron
- 1910 — L'Héritière '
- 1910 — Le Lépreux de la cité d'Aoste
- 1910 — Résurrection
- 1910 — La Duchesse de Langeais
- 1910 — Ferragus
- 1910 — La Vengeance de Louis XIII
- 1910 — L'Aigle et l'aiglon
- 1911 — Мадам Сан-Жен / Madame Sans-Gêne (акт. Ґабріель Режан)
- 1911 — Ессекський лицар / Le Chevalier d'Essex (акт. Анрі Пукталь)
- 1911 — Ісус з Назарета / Jésus de Nazareth (акт. Анрі Пукталь)
- 1911 — Camille Desmoulins
- 1911 — Le Colonel Chabert
- 1911 — La Fin d'un joueur
- 1911 — L'Usurpateur
- 1912 — Mignon
- 1912 — Les Trois mousquetaires
- 1912 — Річард III / Richard III
- 1912 — Дама з камеліями / La Dame aux camélias (акт. Сара Бернар)

## Поислання
- Internet Movie Database [Архівовано 19 січня 2015 у Wayback Machine.]

1. ↑  мерія Парижа Vital records of Paris